# Brevissima relazione della distruzione delle Indie

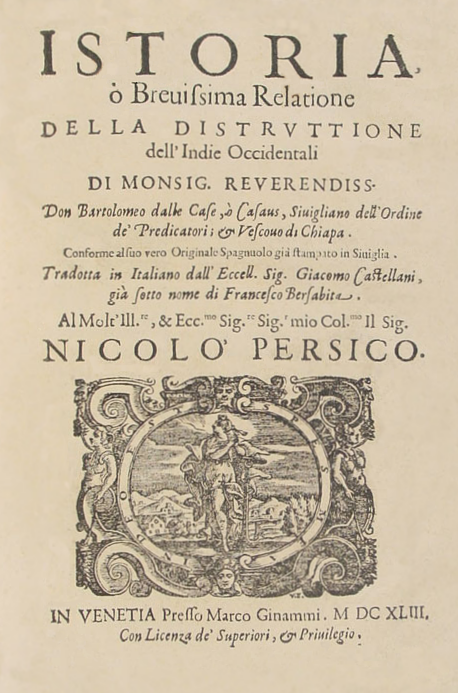
Istoria, ò, Breuissima Relatione della distruttione dell'Indie Occidentali (1643) Bartolomé de las Casas.

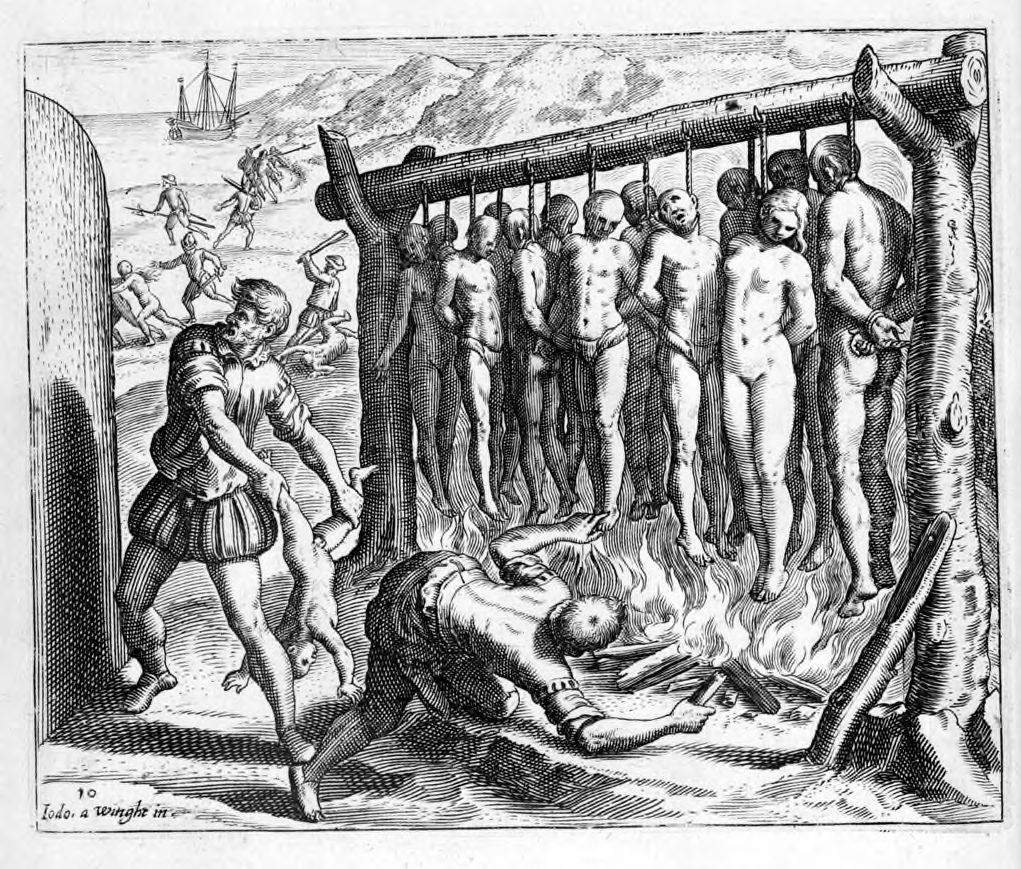
Illustrazione delle atrocità compiute dai conquistadores per la Brevísima relación (Theodor de Bry)

La Brevísima relación de la destrucción de las Indias (in italiano Brevissima relazione della distruzione delle Indie) è una relazione nata come intervento per le sessioni delle Cortes di Castiglia tenutesi a Valladolid, scritto nel 1542 e pubblicato nel 1552 da parte del vescovo spagnolo Bartolomé de Las Casas. L'opera descrive le atrocità commesse nei confronti delle popolazioni native americane durante gli anni del colonialismo spagnolo, dipingendo l'invasione spagnola come un flagello che ha snaturato la missione provvidenziale della corona.
Il tema verrà approfondito nell'opera successiva Historia de las Indias del 1553.

## Contesto storico
Nel processo di Colonizzazione europea delle Americhe che durò tre secoli, la Spagna fu l'unica potenza coloniale che promulgò una legge per la protezione dei nativi americani. Nel 1512, le leggi di Burgos regolarono il comportamento degli europei nel Nuovo Mondo, vietando il maltrattamento dei popoli indigeni e limitando il potere degli  encomenderos o proprietari terrieri. Nel 1542 le Nuove leggi ampliarono e corressero il corpo precedente di leggi al fine di migliorare la loro applicazione. Anche se queste leggi non vennero sempre applicate in tutti i territori americani, esse riflettevano la volontà del governo coloniale spagnolo del tempo nel proteggere i diritti della popolazione indigena.

## LaBrevissima
L'opera non è il racconto cronologico della conquista e distruzione delle Indie (lo sarà l'opera successiva l'Historia de las Indias) bensì una raccolta di piccole e grandi stragi avvenute durante il periodo di colonizzazione spagnola, e il suo fine politico fu quello di agire sulla corona per porre fine a tutte le violenze e massacri e permettere ad una commissione di esperti di tracciare un nuovo quadro legislativo sull'occupazione delle Indie.
L'opera è divisa nelle seguenti sezioni:
- Prologo[8]
- Dell'isola Hispaniola
- Dei regni dell'isola Hispaniola
- Delle due isole di San Juan e Giamaica
- Dell'isola di Cuba
- Della Terra Ferma
- Della provincia di Nicaragua
- Della Nuova Spagna
- Della provincia e regno di Guatemala
- Della Nuova Spagna, di Pánuco e Jalisco
- Del regno di Yucatan
- Della provincia di Santa Marta
- Della provincia di Cartagena
- Della Costa delle Perle e di Paria, e dell'isola della Trinità
- Del fiume Yuyapari
- Del regno di Venezuela
- Delle province della Terra Ferma dalla parte che si chiama Florida
- Del Rio de la Plata
- Dei grandi regni e delle grandi province del Peru
- Del Nuovo Regno di Granada

Las Casas era consapevole che il suo racconto non era esattamente la dettagliata verità ma i massacri sono accaduti e perciò il suo fine morale è quello di sollevare la coscienza degli uomini in difesa degli indios, qui identificati nel ruolo di vittime..
Las Casas chiude l'opera con le seguenti parole:

## Conseguenze
La colonizzazione portò a discutere, all'interno della Spagna stessa, circa il trattamento e i diritti dei popoli indigeni delle Americhe. Nel 1552, il Domenicano frate Bartolomé de las Casas pubblicò la Brevísima relación de la destrucción de las Indias, un resoconto di eccessi commessi dai proprietari terrieri e da alcuni funzionari durante il primo periodo di colonizzazione della Nuova Spagna, in particolare a Hispaniola. Un testimone dell'epoca accusò Cristoforo Colombo di brutalità e imposizione di lavori forzati nei confronti degli indigeni. Las Casas, figlio del mercante Pedro de las Casas, che accompagnò Colombo nel suo secondo viaggio, descrisse il trattamento che Colombo riservò ai nativi nel suo Storia delle Indie.

### Strumentalizzazione
Questo storico maltrattamento degli amerindi, comune in molte colonie europee nelle Americhe, venne utilizzato come propaganda in opere di potenze europee in competizione, per creare calunnie e animosità contro l'Impero spagnolo. L'opera di Las Casas è stata citata in lingua inglese nel 1583 con la pubblicazione di The Spanish Colonie, or Brief Chronicle of the Actes and Gestes of the Spaniards in the West Indies, Le colonie spagnole, o breve cronaca degli atti e dei gesti degli spagnoli nelle Indie Occidentali, in un momento in cui l'Inghilterra si preparava per la guerra contro la Spagna nei Paesi Bassi. L'uso di parte di tali opere, tra cui la distorsione o esagerazione del loro contenuto, fece parte della propaganda anti-storica spagnola sulla leggenda nera spagnola. Il loro sentimento anti-spagnolo è stato impiegato da scrittori rivali della Spagna come una vantaggiosa base per la storiografia della leggenda nera spagnola. Vennero utilizzati nelle Fiandre per la propaganda anti-spagnola già durante la Guerra degli ottant'anni. Le barbarie commesse dagli spagnoli saranno al centro della propaganda durante le Guerre d'indipendenza ispanoamericane, in cui gli spagnoli erano i distruttori (definizione di Simon Bolivar nella Carta di Giamaica). Durante la Guerra ispano-americana, gli Stati Uniti diffusero il testo in funzione propagandistica antispagnola con il titolo Storico e veritiero resoconto del crudele massacro e della carneficina di 20 milioni di persone nelle Indie occidentali ad opera degli spagnoli.
Per il contenuto delle sue opere e per la strumentalizzazione successiva, Las Casas - in modo anacronistico - è divenuto alfiere dei diritti violati di qualsiasi popolazione vittima di aggressioni di potenze coloniali.

## Critiche
Molti dei detrattori di Las Casas accusarono che gli scritti come esagerati e distorti, con personaggi e storie ricavate da notizie di seconda mano.
Nel 1559 l'Inquisizione spagnola metterà l'opera nell'Indice dei libri proibiti in quanto dannosa per il prestigio dell'Impero spagnolo.
La Brevísima fu aspramente criticata dal domenicano dalmata Vincenzo Paletino da Curzola (1508-1575), un suddito veneto che aveva vissuto dieci anni in America e sottolineò come gli spagnoli avessero eliminato le abitudini sanguinarie diffuse presso gli indigeni, quali il sacrificio umano e il cannibalismo.
Oggi viene ancora dibattuto se la descrizione di Las Casas, della colonizzazione spagnola, rappresenti un quadro ragionevole o esagerato. Lo storico Lewis Hanke, per esempio, considera che Las Casas avesse esagerato le atrocità nel suo racconto, contribuendo in tal modo alla propaganda della leggenda nera spagnola. Lo storico Benjamin Keen, d'altra parte, lo ritiene più o meno veritiero.

## Edizioni
- (ES) Bartolomé de Las Casas, Brevísima relación de la destrucción de las Indias, Siviglia, Sebastian Trujillo, 1552.
- Bartolomé de Las Casas, Brevissima relazione della distruzione delle Indie, a cura di Flavio Fiorani, Venezia, Marsilio, 2012  [1552], ISBN 9788831711432.
- Bartolome: de las Casas, Istoria o brevissima relatione della distruttione dell'Indie occidentali. conforme al suo vero originale spagnuolo con la traduttione in italiano di Francesco Bersabita, traduzione di Francesco Bersabita, Venezia, Marco Ginammi, 1626.